# Carex tenera
Carex tenera là một loài thực vật có hoa trong họ Cói. Loài này được Dewey mô tả khoa học đầu tiên năm 1824.

## Hình ảnh

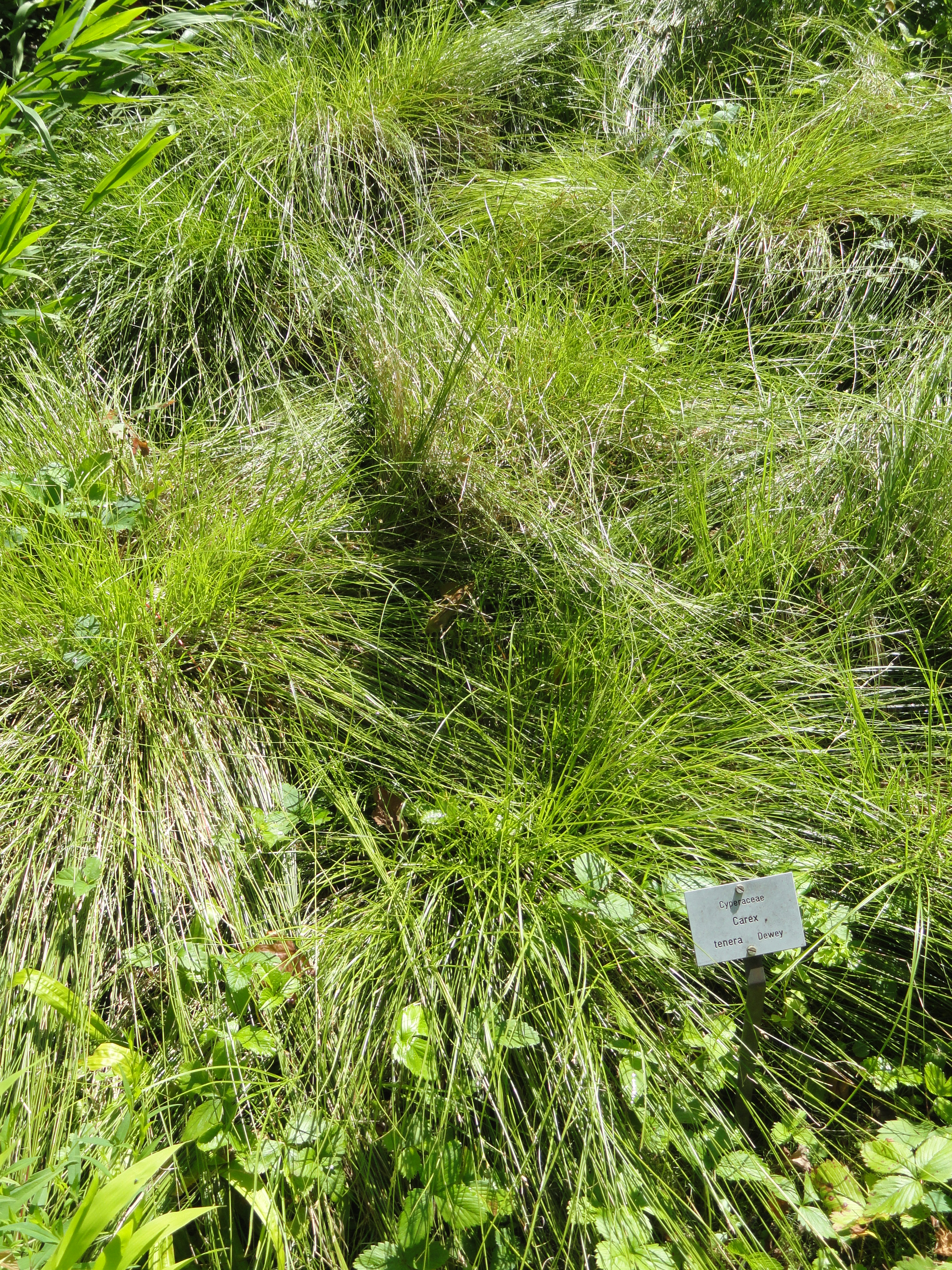
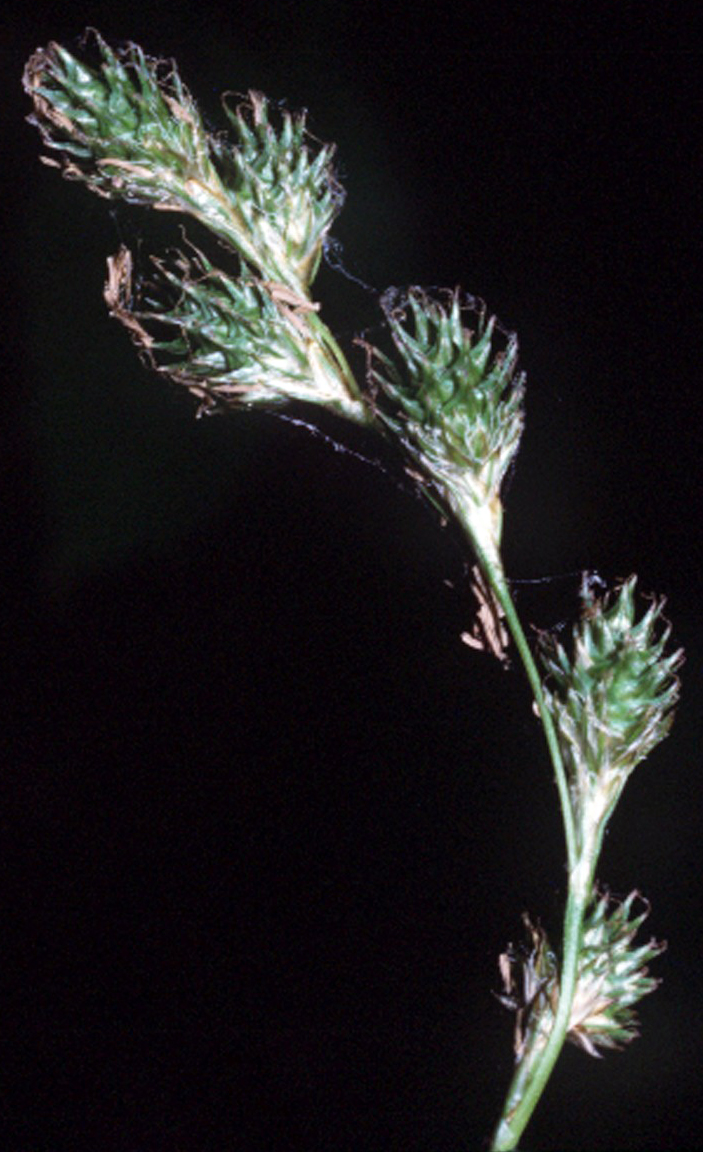